# Zanaco Football Club
Zanaco FC é um clube de futebol da cidade de Lusaka, na Zâmbia. Zanaco significa Zambia National Commercial Bank. Atualmente disputa o Campeonato Zambiano de Futebol da primeira divisão.

## Ligações Externas
- Site Oficial
- Perfil no Clube em Sofascore